# 万事通 (相声)
《万事通》是牛群和冯巩在中央电视台春节联欢晚会上演出的一个相声，此相声也有续集，收录在《万事通之亚运会》专辑。《万事通》在相声中加入互动环节，是一次大胆尝试。

## 关于
万事通所说的是牛群在中央电视台开创了一个节目（虚幻，并非真实）名为万事通；万事通共有2个主持人，一个为牛群（饰演万事通），另一个为冯巩（饰演不搅和）。而冯巩的角色为同牛群的说法对着干，因此成为本相声的主要笑料之一。由于万事通的互动性质，因此成为一个相声的新的尝试。

## 连接
- 冯巩
- 牛群
- 相声